# 藤井宏樹
藤井 宏樹（ふじい ひろき、1961年6月5日 - ）は、日本の合唱指揮者。山梨県出身。日本合唱指揮者協会会員。21世紀の合唱を考える会 合唱人集団「音楽樹」代表幹事。

## 人物
山梨県立巨摩高等学校を経て東京芸術大学音楽学部声楽科卒業。声楽を畑中良輔、中村義春、近藤礼子に、ピアノを近藤幹雄、田辺緑に、指揮法を黒岩英臣に師事。
大学卒業後、合唱指揮者としての活動を始める。現在12の団体を有する「樹の会」、Ensemble PVDの音楽監督を務める。山梨大学合唱団、合唱団ゆうか、女声アンサンブルJuriを率いて、全日本合唱コンクールにて通算12度の金賞を獲得。スペインの「トロサ国際合唱コンクール」やイタリアの「レッツォ国際合唱コンクール」においても高い評価を受けている。
近年では合唱指揮者としての活動に加え、トロサ国際合唱コンクール、全日本合唱コンクール等の審査員や、各地で行われる合唱講習会の講師、現代作曲家への委嘱活動、21世紀の合唱を考える会 合唱人集団「音楽樹」主催のTokyo Cantat等、各種コンサートの企画も積極的に行っている。

## エピソード
合唱指揮者の道を志したのは、師・畑中良輔のひとことがきっかけとなる。オペラ歌手を目指して東京芸大に進んだものの、芸大3年の時に風邪がもとで重度の音声障害にかかり、一小節も歌えない状態になった。まもなく炎症は治ったが声は元に戻らず、何とか芸大を卒業したものの歌手への道は断たれた。その際に畑中は藤井に「合唱の指揮をやったらどうか。合唱の世界にもすばらしい音楽家がたくさんいるよ」と助言し、まもなく高校時代の恩師と後輩の推薦により山梨大学合唱団の指導をはじめる。「まるで声ができていない」合唱団だった山梨大を、3年目で全日本合唱コンクール関東大会に、8年目で全国大会へ導く。

## 音楽
藤井が合唱界で頭角を現すきっかけとなったのは、合唱指揮者松原千振との出会いである。松原からヨーロッパの作品の紹介を受けた藤井は、ヨーロッパの作品を演奏することでヨーロッパの長い歴史とメトードに出会うことになる。「日本の合唱界では男声が育っていない。バスであってもソプラノの響きを持たなければならない」「男声の音感、声のメトードが変わることで日本の合唱が変わる」と考え、山梨大でも男声を鍛えた結果、当時日本の合唱団ではほとんどなかった「ヨーロッパの合唱団を思わせる柔らかい響き」「藤井さんの合唱団は、特別なサウンドを持っている」と評され、合唱界に新風を巻き起こした。